# Aeroportul Moisés Benzaquén Rengifo
Aeroportul Moisés Benzaquén Rengifo (IATA: YMS, ICAO: SPMS) este un aeroport din Loreto, Peru ce deservește zona Yurimaguas⁠(d). Aeroportul a fost tranzitat în 2022 de 29.077 de pasageri.
Situat la o altitudine de 179 m, aeroportul dispune de o singură pistă. Este operat de CORPAC⁠(d).